# Sound of Freedom - Il canto della libertà
Sound of Freedom - Il canto della libertà (Sound of Freedom) è un film del 2023 diretto da Alejandro Monteverde.
Il film narra la storia vera di Timothy Ballard, un ex agente governativo che lotta contro il traffico di esseri umani minorenni in Colombia.

## Trama
A Tegucigalpa, in Honduras, Roberto, un povero padre di due figli, viene avvicinato da un'ex reginetta di bellezza, Gisselle. Gisselle si offre di filmare i suoi figli piccoli, Miguel e Rocío, per contratti di moda infantile. Roberto accetta e li porta al servizio fotografico; tuttavia, quando torna a prendere i suoi figli, questi sono scomparsi. Viene rivelato che i bambini sono stati venduti per essere usati come schiavi del sesso.
A Calexico, in California, Tim Ballard è un agente speciale per le indagini sulla sicurezza interna (HSI), dove arresta persone che possiedono e distribuiscono materiale pedopornografico. Il lavoro doloroso ha un grande impatto sulla sua vita personale, e questo è solo peggiorato quando un altro agente, Chris, fa notare che hanno arrestato molti predatori di bambini, ma non sono riusciti a salvare nemmeno un bambino dallo sfruttamento. Tim sa che questo è dovuto al fatto che la maggior parte di loro si trova fuori dagli Stati Uniti, ma le parole di Chris gli rimangono impresse. Parla con un predatore che ha arrestato, Ernst Oshinsky, e finge di essere lui stesso un pedofilo. Una volta ottenuta la fiducia di Oshinsky, organizza un incontro con un bambino vittima di tratta ed è in grado di arrestare Earl Buchanan, l'uomo che ha acquistato il ragazzo.
Tim salva il ragazzo, il cui nome è Miguel. Tim fa amicizia con il bambino e gli chiede informazioni che lo aiuterebbero a trovare gli altri bambini. Tim scopre che la sorella di Miguel, Rocio, è ancora scomparsa e il ragazzo gli chiede di salvarla. Tim fa in modo che Miguel torni a casa da Roberto, ma non prima che Miguel dia a Tim la collana di sua sorella, sul medaglione della quale è inciso proprio il nome Timoteo, che è la traduzione in spagnolo di Tim. Tim inizia a cercare Rocío e la sua ricerca lo porta a Cartagena, in Colombia. Incontra l'ex contabile del cartello, Vampiro, che ora lavora per salvare i bambini dal traffico sessuale.
Dopo aver letto di un sex club per bambini in Thailandia che è stato chiuso, Tim decide che questa è la storia di copertura perfetta per acquisire un gran numero di bambini di Gisselle in un'operazione sotto copertura. Vampiro prende un agente di polizia colombiano, Jorge, e un ricco cittadino di nome Paul per aiutare con la missione di Tim. Il supervisore HSI di Tim, Frost, non è in grado di fornire finanziamenti per l'operazione e gli chiede di tornare negli Stati Uniti. Tim si dimette dalla sua posizione piuttosto che abbandonare la ricerca di Rocío.
Tuttavia, Frost riesce a convincere il personale dell'ambasciata degli Stati Uniti in Colombia ad assistere con l'operazione di salvataggio di Tim. Sotto copertura, convincono Gisselle a vendere loro 54 bambini, arrestano con successo tutti i cospiratori e liberano i bambini, ma Rocío non è tra loro.
Dopo aver interrogato uno dei soci di Gisselle, Jorge scopre che Rocío è stata venduta alle Forze armate rivoluzionarie della Colombia, trincerate nelle profondità della regione naturale amazzonica. Jorge informa Tim che non c'è modo di recuperare la ragazza, perché la regione è in gran parte una giungla selvaggia non mappata e qualsiasi territorio ribelle è una no-fly zone per il governo colombiano. Tuttavia, Vampiro suggerisce che i medici sono ammessi nella regione per motivi sanitari, il che dà a Tim l'idea di fingere di essere dottori. Jorge accetta con riluttanza l'operazione rischiosa. Tim e Vampiro tentano di entrare nel territorio nemico sotto mentite spoglie, ma i ribelli si rifiutano di lasciarli entrare entrambi, lasciando entrare solo Tim nell'area.
Tim ottiene l'accesso al campo nemico in cui è detenuta Rocío e scopre che è usata come schiava sessuale personale per il leader ribelle, El Alacrán ("lo scorpione"), e insieme ad altri è tenuta a schiacciare foglie di coca per produrre la cocaina che finanzia la guerra dei ribelli contro il governo colombiano. Tim è costretto a uccidere El Alacrán mentre libera Rocio, ma nonostante i ribelli li inseguano e gli sparino, Tim porta Rocío alla libertà. Prima che si separino, le restituisce la collana che Miguel gli aveva dato in precedenza. Rocío viene finalmente restituita a suo padre e suo fratello e la famiglia torna a casa in Honduras.
Un epilogo rivela che il vero agente Tim Ballard ha inoltre testimoniato davanti al Congresso degli Stati Uniti e la sua testimonianza ha portato all'approvazione di leggi che richiedono al governo di cooperare con paesi stranieri nelle indagini sul traffico sessuale. L'epilogo afferma inoltre che ci sono più persone ridotte in schiavitù oggi che in qualsiasi altro momento della storia, comprese le epoche in cui la schiavitù era legale.

## Produzione
Le riprese del film, iniziate nell'estate del 2018, si sono svolte tra Cartagena de Indias e Calexico.
Il film, completato nel 2019 per la 20th Century Fox, è stato successivamente accantonato a seguito dell'acquisizione della casa di produzione da parte della Disney, finendo nel limbo della produzione per quasi cinque anni.
Il budget del film è stato di 14,5 milioni di dollari.

## Distribuzione
Il film è stato distribuito nelle sale cinematografiche statunitensi a partire dal 4 luglio 2023 ed in quelle italiane il 19 e 20 febbraio 2024.

## Accoglienza

### Incassi
Il film ha incassato 184178046 $ in Nord America e 66392350 $ nel resto del mondo, per un totale di 250570396 $.

### Critica
Sull'aggregatore Rotten Tomatoes il film riceve il 57% delle recensioni professionali positive con un voto medio di 5,9 su 10 basato su 82 critiche, mentre su Metacritic ottiene un punteggio di 36 su 100 basato su 11 critiche.

### Pubblico
A differenza del giudizio della critica, il giudizio dell'audience dell'aggregatore Metacritic è generalmente positivo.

### Primati
Sound of Freedom è stato l'unico film ad incrementare nel secondo weekend di programmazione più del 35% degli incassi al primo weekend nel periodo estivo.